# Nerva
Nerva település Spanyolországban, Huelva tartományban. Nerva El Castillo de las Guardas, El Madroño, El Campillo, Minas de Ríotinto, Campofrío, La Granada de Río-Tinto és Zufre községekkel határos. Lakosainak száma 5073 fő (2024).

## Népesség
A település népessége az utóbbi években az alábbiak szerint változott:
| Lakosok száma | 6291 | 6051 | 5947 | 6000 | 5831 | 5547 | 5474 | 5235 | 5127 | 5073 |
|               | 2001 | 2004 | 2006 | 2009 | 2011 | 2014 | 2016 | 2019 | 2021 | 2024 |